# Gymnelus
Gymnelus – rodzaj ryb okoniokształtnych z rodziny węgorzycowatych (Zoarcidae).

## Klasyfikacja
Gatunki zaliczane do tego rodzaju:
- Gymnelus diporus
- Gymnelus gracilis
- Gymnelus hemifasciatus
- Gymnelus pauciporus
- Gymnelus popovi
- Gymnelus retrodorsalis
- Gymnelus soldatovi
- Gymnelus viridis – płetwoplamek[3]